# Спеціальний приз журі (Міжнародний кінофестиваль у Локарно)
«Спеціальний приз журі» — приз, який вручається другому найкращому фільму секції міжнародного конкурсу на щорічному кінофестивалі у Локарно, Швейцарія.

## Лауреати
| Рік       | Фільм                              | Режисер                              | Країна                   |
| --------- | ---------------------------------- | ------------------------------------ | ------------------------ |
| 1949      | Викрадачі велосипедів              | Вітторіо де Сіка                     | Італія                   |
| 1950-1967 | Нагороду не присуджували           | Нагороду не присуджували             | Нагороду не присуджували |
| 1968      | Як довго живе людина?              | Юдіт Елек                            | Угорщина                 |
| 1969-1999 | Нагороду не присуджували           | Нагороду не присуджували             | Нагороду не присуджували |
| 2000      | Гостанца з Ліббіано                | Паоло Бенвенуті                      | Італія                   |
| 2001      | Дельбаран                          | Абольфазл Джалілі                    | Японія Іран              |
| 2002      | Я — Таране, мені п'ятнадцять років | Расул Садр Амелі                     | Іран                     |
| 2003      | Марія                              | Келін Пітер Нецер                    | Румунія                  |
| 2004      | Тоні Такітані                      | Дзюн Ітікава                         | Японія                   |
| 2005      | Ідеальна пара                      | Нобухіро Сува                        | Франція Японія           |
| 2006      | Напів-Нельсон                      | Раян Флек                            | США                      |
| 2007      | Спогади                            | Педру Кошта, Гарун Фарокі, Ежен Грін | Південна Корея           |
| 2008      | 33 сцени з життя                   | Малгожата Шумовска                   | Німеччина Польща         |
| 2009      | Бубон, барабан                     | Олексій Мізгірьов                    | Росія                    |
| 2010      | Уранці                             | Маріан Крісан                        | Румунія                  |
| 2011      | Поліцейський                       | Надав Лапід                          | Ізраїль                  |
| 2012      | Хтось там нагорі любить мене       | Боб Баїнтон                          | США                      |
| 2013      | Що тепер? Нагадай мені             | Жоаким Пинту                         | Португалія               |
| 2014      | Слухай, Філіп                      | Алекс Росс Перрі                     | США                      |
| 2015      | Тіккун                             | Авішай Сіван                         | Ізраїль                  |